# Aaron Appindangoyé
Aaron Christopher Billy Ondélé Appindangoyé (Franceville, 20 de fevereiro de 1992) é um futebolista profissional gabonense que atua como defensor.

## Carreira
Aaron Appindangoyé fez parte do elenco da Seleção Gabonense de Futebol na Campeonato Africano das Nações de 2017.